# John Burn
John Southerden Burn (* 25. Juni 1884 in Richmond; † 28. August 1958 in Bognor Regis) war ein britischer Ruderer.

## Karriere
Burn wurde 1884 in Richmond als Sohn eines Arztes geboren. Er besuchte zunächst die Harrow School und anschließend das Trinity College der University of Cambridge. Nach seinem Studium erlangte er die Zulassung als Arzt und arbeitete als Chirurg am St Bartholomew’s Hospital.
Im Rudersport feierte Burn große Erfolge: 1907 und 1908 gewann er mit der Mannschaft der University of Cambridge das Boat Race gegen Oxford. Wenige Monate nach seinem zweiten Sieg nahm er an den Olympischen Spielen in London teil und sicherte sich mit dem Achter die Bronzemedaille. 1910 folgte ein weiterer Triumph, als er gemeinsam mit Gordon Thomson den Silver Goblets Cup bei der Henley Royal Regatta gewann. Er blieb dem Rudersport lange treu und nahm noch bis etwa zu seinem 50. Lebensjahr an Regatten teil. Zudem war er Mitglied des Komitees der Amateur Rowing Association.
Neben seinen sportlichen Aktivitäten diente Burn im Ersten Weltkrieg im Royal Army Medical Corps. Nach dem Krieg praktizierte er gemeinsam mit seinem Vater in Richmond.